# Somerville (Ohio)
Somerville é uma vila localizada no estado norte-americano de Ohio, no Condado de Butler.

## Demografia
Segundo o censo norte-americano de 2000, a sua população era de 294 habitantes.
Em 2006, foi estimada uma população de 317, um aumento de 23 (7.8%).

## Geografia
De acordo com o United States Census Bureau tem uma área de
0,8 km², dos quais 0,8 km² cobertos por terra e 0,0 km² cobertos por água.

## Localidades na vizinhança
O diagrama seguinte representa as localidades num raio de 12 km ao redor de Somerville.